# China United Airlines
A China United Airlines é uma empresa aérea com sede em Pequim, na China, foi fundada em 1985, interrompeu suas atividades em 2003 devido à interferência do Exército da China e retornou suas atividades em 2005, mas manteve sua característica de também operar aeroportos militares na China.

## Frota
Em dezembro de 2018:
- Boeing 737-700: 8
- Boeing 737-800: 41